# ناحیه تورکو

ناحیه‌ها و شهرداری‌های جنوب غرب فنلاند. رنگ آبی مخفف زیر منطقه تورکو است

ناحیه تورکو (فنلاندی: Turun seutukunta, سوئدی: Åbo ekonomiska region منطقه شهر تورکو (فنلاندی: Turun kaupunkiseutu , سوئدی: Åbo stadsregion) و تورکوی بزرگ (فنلاندی: Suur-Turku , سوئدی: Storåbo) همه به مناطقی با اندازه‌های مختلف در اطراف تورکو، پایتخت منطقه جنوب غرب فنلاند اشاره دارد. تورکو یکی ازناحیه‌ها در فنلاند است. این محدوده در جنوب غرب فنلاند واقع شده و حدود ۳۰۰۰۰۰ نفر جمعیت دارد.

## تعاریف ناحیه تورکو
در دقیق‌ترین تعریف، منطقه شهر شامل چهار شهرداری با وضعیت شهر کارینا، نانتالی، رایسیو و تورکو است، اما در برخی از تعاریف نیز آئورا، لی‌اتو، پایمیو، پیکیلو و روسکو در نظر گرفته شده‌اند. در مورد ناحیه تورکو این تقسیمات اداری با توجه به طبقه‌بندی واحدهای سرزمینی برای آمار تعریف شده‌است:
| ناحیه تورکو ۱ – ۰۲۳                                                                              |
| ------------------------------------------------------------------------------------------------ |
| - کارینا - لیتو - ماسکو - مینه‌مکی - نانتالی - نوسیاینن - پایمیو - رایسیو - روسکو - سااوو - تورکو |

| شهرداری                                  | حوزه                | جمعیت (۲۰۱۱) | تراکم جمعیت          |
| ---------------------------------------- | ------------------- | ------------ | -------------------- |
| کارینا (S:t Karins)                      | ۵۹٫۷۰ کیلومتر مربع  | ۳۰٬۹۲۴       | ۲۰۵٫۶۹/کیلومتر مربع  |
| نانتالی (Nådendal)                       | ۵۰٬۸۱ کیلومتر مربع  | ۱۸۷۸۲        | ۶۰٫۳/کیلومتر مربع    |
| رایسیو (Reso)                            | ۴۸٬۸۹ کیلومتر مربع  | ۲۴٬۴۰۱       | ۵۰۰٫۴۳/کیلومتر مربع  |
| تورکو اوبو                               | ۲۴۱ کیلومتر مربع    | ۱۷۶۱۵۸       | ۷۲۱٫۶ / کیلومتر مربع |
| تورکوی بزرگ (فنلاندی: Suur-Turku)        | ۷۵۶٬۲۷ کیلومتر مربع | ۲۵۰٬۲۶۵      | ۳۳۰٫۹/کیلومتر مربع   |
| لی‌اتو                                    | *                   | *            | *                    |
| روسکو                                    | *                   | *            | *                    |
| پایمیو                                   | *                   | *            | *                    |
| منطقه شهر (فنلاندی: Turun kaupunkiseutu) | ۴۰۲٬۸ کیلومتر مربع  | ۲۸۰٬۴۶۴      | ۱۶۰٫۷/کیلومتر مربع   |
| ماسکو                                    | *                   | *            | *                    |
| مینه‌مکی                                  | *                   | *            | *                    |
| سااوو                                    | *                   | *            | *                    |
| نوسیاینن                                 | *                   | *            | *                    |
| منطقه تورکو (فنلاندی: Turun seutukunta)  | ۲۳۳۱٬۱ کیلومتر مربع | ۳۰۷٬۱۲۴      | ۱۳۱٫۸/کیلومتر مربع   |